# Oskemen
Oskemen (kazaško Өскемен, latinizirano: Öskemen ()) ali Ust-Kamenogorsk (rusko Усть-Каменогорск) je sedmo največje mesto v Kazahstanu. Je upravno središče Vzhodnokazahstanske oblasti in največje mesto v vzhodnem delu države.

## Ime
Kazaško ime Oskemen in rusko Ust-Kamenogorsk sta souradni in sta izpisani na mestnem grbu.

## Zgodovina
Mesto je bilo na sotočju rek Irtiš in Ulba ustanovljeno leta 1720 kot utrdba in trgovska postojanka, imenovana Ust-Kamena. Ustanovila jo je vojaška ekspedicija pod vodstvom Ivana Mihajloviča Lihareva, ki jo je ruski car Peter Veliki poslal na iskanje jarkendskega zlata. Leta 1868 je kraj dobil status mesta in postal glavno mesto Semipalatinske oblasti.
V Ust-Kamenogorsk je bil po odstavitvi iz centralnega komiteja KPSZ premeščen Georgij Malenkov in postavljen za direktorja tamkajšnje hidroelektrarne.

## Gospodarstvo
Mesto se je v sovjetskem obdobju razvilo v pomembno rudarsko in metalurško središče. Pomembna panoga ostaja predelava neželeznih kovin, zlasti urana, berilija, tantala, bakra, svinca, srebra in cinka. Število podjetij v Oskemenu glede na število prebivalcev je visoko; po podatkih iz leta 2002 jih je bilo okrog 169. Eden glavnih industrijskih obratov v mestu je Ulbski metalurški zavod (UMZ), ki proizvaja visokotehnološke izdelke iz urana, berilija in tantala za potrebe jedrske energetike, elektronike, metalurgije in drugih panog. Obrat, ustanovljen leta 1949, je v času Sovjetske zveze deloval v strogi tajnosti in bil neuradno znan le kot »poštni nabiralnik #10«. Leta 2017 je zavod postal upravitelj banke nizko obogatenega urana, ki služi kot rezerva za države članice IAEA.
Zaradi industrije so s težkimi kovinami in stranskimi produkti njihove proizvodnje onesnaženi zrak, voda in tla. Velja za eno najbolj onesnaženih regionalnih središč Kazahstana in vodilno po številu ljudi s težavami z dihanjem in boleznimi imunskega sistema.

## Promet
Mesto ima mednarodno letališče in tramvajsko omrežje s štirimi linijami.